# Sombrerón

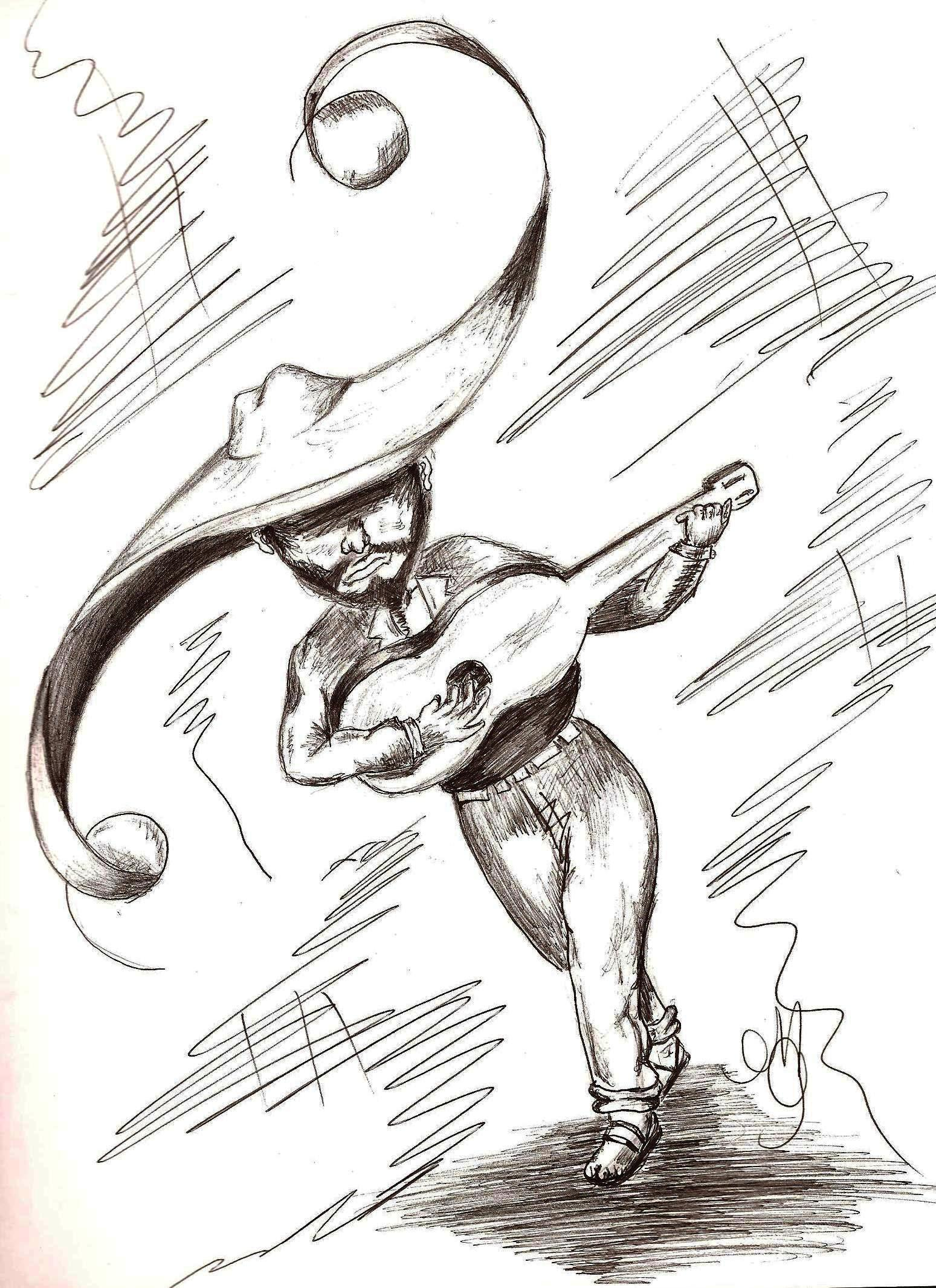
EL Sombrerón. Ilustración de Orlando Callejas.

El Sombrerón, también llamado Tzitzimite, es un personaje mitológico de una de las más conocidas  Leyendas de Guatemala, reflejado en libros y en el cine. Está representado como un enano que lleva consigo un enorme sombrero, dando serenatas a las mujeres que elige. Les trenza el pelo en la noche y trata de que se vayan con él para formar parte de la amplia gama de almas perdidas que posee este ente. Carga una guitarra y viaja en una mula que lleva carbón. Es un ranchero, que canta y enloquece a las mujeres.
Celso Lara, en su descripción de la leyenda Lágrimas del Sombrerón, en su libro Por los Viejos Barrios de la Ciudad de Guatemala, refiere:

"...Cosa rara en verdad era este carbonero: pequeñísimo, vestido de negro y con un cinturón brillante que rodeaba su cuerpo menudo. Impecables botines de charol calzaban sus pies, en los aules un par de espuelas plateadas salpicaban luz en la oscuridad. Al hombro una guitarra de cajeta(...) y sobre su cabeza un enorme sombrero de alas anchas que casi lo oculta por completo."

## La leyenda
Una de las leyendas más conocidas sobre este personaje de la cultura guatemalteca y además también es muy conocida en Aguadas, Caldas dice así:
«Una noche, El Sombrerón caminaba en un barrio de La Antigua Guatemala cuando vio a una muchacha muy bella con pelo largo y se enamoró de ella. Buscó su casa y le dio serenata una y otra noche, pero ella no le dijo nada a sus padres sobre él. Un día empezó a dejar de comer hasta el punto de que casi murió, y fue entonces cuando la madre se dio cuenta de que era por El Sombrerón. Llevó a su hija a un convento creyendo que ahí iba a estar mejor, pero la niña siguió sin comer y un día despertó con una trenza en su pelo hecha por el espectro y ese día murió. Luego en el velorio, apareció El Sombrerón llorando y sus lágrimas eran como cristales. Jamás olvida a las muchachas que ha amado. También se cuenta que les hace trenzas a los caballos y mulas...
Se cuenta también que este espanto, aparte de enamorar a muchachas jóvenes, gusta de cabalgar mulas y caballos de los establos de las fincas en las noches agotándolos. Por ello, las bestias durante el día no cumplen las tareas, sumado a que se vuelven hostiles con las personas, los campesinos y finqueros al ver este comportamiento buscan si el Sombrerón no les ha hecho trenzas en las greñas. Si es así, el animal ya no sirve para tareas...
Una forma de saber si el Sombrerón está haciendo de las suyas en fincas y casas, es colocar ya sea cerca de un balcón de casa o cerca de los establos una silla y mesa de pino recién elaboradas, junto a aguardiente y una guitarra en noche de luna y deben guardar silencio todas las personas, solo así se escuchará la guitarra y los cantos del Sombrerón.
Al Sombrerón le atraen las muchachas de pelo largo y ojos grandes, por ello, cuando se sospecha que está tras una joven se le debe cortar el pelo a esta para que el Sombrerón no se gane el alma de la joven».

## Variaciones regionales
La leyenda del Sombrerón no solo es de Guatemala, sino que también ha llegado a extenderse en algunos países como en Argentina, México y Colombia. En México y Argentina se le conoce como sombrerudo.

### Colombia
El Sombrerón es un personaje colombiano que vivió en épocas pretéritas en diferentes pueblos. Era un enigmático hombre que vestía de negro y se ponía un gran sombrero del mismo color, montaba un brioso caballo también negro que se confundía con la noche, no hablaba con nadie y a nadie le hacía daño; aparecía y desaparecía como por encanto.
Al anciano se le encontraba en las orillas del camino y aunque ya murió, la gente sigue sintiendo su presencia. Físicamente se le describe como un hombre maduro, con un sombrero grande, bien vestido, de rostro sombrío y en actitud de observación permanente. Las personas que lo han visto aseguran que lo acompañan dos enormes perros negros cogidos por gruesas cadenas.
Los trasnochadores que lo han visto o a quienes se les ha presentado, dicen ver la figura que les sale al camino, los hace correr y les va gritando "si te alcanzo, te lo pongo", siempre persigue a los borrachos, a los peleadores, a los trasnochadores y los jugadores tramposos y empedernidos. Aprovecha los sitios solitarios. En noches de luna es fácil confundirlo con las sombras que proyectan las ramas y los arbustos. Llega siempre de noche a todo galope, acompañado de un fuerte viento helado y desaparece rápidamente.
Fue famoso en Medellín en 1837, cuando recorría todas las calles. Aparecía cuatro o cinco viernes seguidos, volvía a aparecer uno o dos meses después. Parece que fuera el Sombrerón, el espanto propio de Medellín.
Hay crónicas también de sus andanzas por pueblos del suroeste como Andes, Bolívar y Jardín y por los poblados a orillas de los ríos San Juan y Baudó. En otras regiones colombianas como el Tolima, el Huila y al oriente del Valle del Cauca, se le denomina como el Jinete Negro y se le describe en forma muy similar a como se ha descrito aquí.
Por el suroeste antioqueño, lo mencionan también como "El Jinete sin Zamarros", y se le describe con ligeras variantes. Le atribuyen distintas formas de presentación, la más frecuente de las cuales es la de un hombre alto y corpulento, enlutado, que termina en una calavera, ornada con un negro sombrero de anchas alas.

### México
Este personaje se le aparece a quien ha elegido para conquistar su alma, causándole una conmoción que lo paraliza, impidiéndole moverse o caminar para salvarse; en quien provoca una angustia, miedo indescriptible, e incapacidad siquiera de hablar o defenderse; el sombrerón transmite en su presa descargas incontrolables de escalofrío constante a todo el cuerpo, y a quien captura en el momento le ofrece riquezas y larga vida; quienes llegan a caer en su trampa ceden ante los ofrecimientos del sombrerón y una vez que ha aceptado el trato los deja abandonados en sitios lejanos a donde inicialmente capturó a la persona. 
Se le describe como un tipo muy alto, fornido y con un traje elegante de color negro, botones de oro, botas enormes con espuelas de plata. Su rostro no se le ve con claridad porque utiliza un enorme sombrero color negro que cubre parte de su rostro y espalda.
Cuando ha logrado su objetivo el Sombrerón se aleja del sitio y montado en un enorme caballo negro azabache atraviesa las calles de San Fernando, en medio de un amedrentado aullar de perros a su paso. Comentan que han existido lugareños que en medio de su curiosidad intentan ver el paso de este personaje y extrañamente se aplican en los ojos, secreciones de los ojos de un perro, con el cual pueden ver los fantasmas y personajes que deambulan penando por el espacio, sin embargo el riesgo es mortal, ya que quien llega a presenciar una visión puede quedar atrapado en esa dimensión y mostrar signos de locura o incluso terminar con un desenlace fatal.
Y en este cuento los niños no están exentos del riesgo, porque quien es atrapado y ha vendido su alma al sombrerón, para liberarse de tal maldición, exige en pago el alma inocente de un niño para lograr salvarse y es el encargado de robar a infante para ofrecerlo al Sombrerón. En el estado de Chiapas, se dice que es el esposo de la Tisigua y el dueño del Cadejo; en donde además sale a seducir a las mujeres por su apariencia alta, elegante y atrayente, y su música junto con una guitarra.
En el estado de Oaxaca, se le conoce como el Sombrerudo. El Sombrerudo, según los ancianos, es un hombre vestido de charro color oscuro que montaba a caballo por las noches para seducir a las mujeres y llevárselas para nunca más volver. En Tehuantepec, aseguran que en los campos de la ciudad aparecía para espantar a los campesinos que iban a  trabajar la milpa, aunque fuera de día.  Algunos también dicen que es la variante masculina de la Matlacihua. Y, a menudo, es confundido con otras leyendas oaxaqueñas como la del Catrín y el Charro Negro.

### Argentina
Al igual que en México, se le conoce como "Sombrerudo"; también llamado el Duende o Enano es un genio de gran popularidad en Argentina (al igual que en otros países de Latinoamérica), que algunos autores han comparado con los gnomos europeos.
Se dice que son espíritus de criaturas que sus madres mataron al nacer, nacieron muertas, fueron abortados o murieron sin bautizar.
Comúnmente se lo presenta como un enano con una mano de fierro y otra de lana, rostro magro y barbirrucio, sombrerote de copa en embudo y traje de llamativos colores, entre los que predominan el rojo y el verde. También puede ser un niño de pocos años, un viejito gordo y barbudo de largas uñas y sombrero de paja de alas anchas.
En Villa Matará, Santiago del Estero, es negro y crespo y viste un hábito “chejchi”, de pintas coloradas sobre un fondo blanco, gris claro o ceniciento. Vendrían a representar al demonio de la tentación. Es un personaje esencialmente travieso, socarrón, enamoradizo y, por momentos, grosero.
Vive en el monte, en los troncos de los árboles, de donde sale a la siesta para asustar a los niños y cortejar a las mozas con regalos como pañuelos, dinero, melones, empanadas y golosinas. Si estas rehúsan sus favores se venga, gastándoles mil travesuras y hasta haciéndoles daños mayores. Se aparece a veces desnudo ante las mujeres mayores y las escandaliza con groseros gestos, deporte que no practica con las jóvenes. Según Juan Carlos Dávalos, se acerca a las pulperías los sábados a la noche para dar una tunda a los ebrios.
También se enanca a los caballos, hurta pellones, trueca por carbones el pan de las alforjas, apedrea las casas, pudre los huevos, apaga el fuego, vuelca la olla, corta la ropa. Para espantarlo, hay que llenarse los bolsillos con algo que huela mucho.

### Guatemala
De acuerdo con los relatos el Sombrerón es un personaje de una estatura pequeña, del tamaño de un dedo de la mano y puede caber escondido bajo una almohada. Viste de negro con un cinturón muy brillante, usa un sombrero grande y unas botas con tacones que hacen ruido al caminar.
También es conocido como “tzitzimite” y según las historias le gusta subirse a los caballos y hacerles nudos en la cola y las crines, nudos minuciosos y cuesta mucho deshacerlos, los caballos quedan muy ariscos después de ser montados por el Sombrerón y es muy difícil que una persona pueda acercárseles.
También, al Sombrerón le agrada perseguir a las mujeres de cabello largo y ojos grandes, las persigue por todas partes y les baila y canta con su guitarra de cajeta, no las deja comer ni dormir. Es un espíritu doméstico y solo les causa daño a las personas para defenderse. Existen, en tanto, varias versiones sobre el origen sobre este diabólico personaje. Una de ellas señala que es el hijo de la Siguanaba (posiblemente sea hermano del Cipitio), otras señalan que es un espíritu venido del infierno; mientras que otros más aseguran que fue un hombre maldecido por su madre. Además, se cree que es el fantasma de Juan Bayona.